# Topologia química

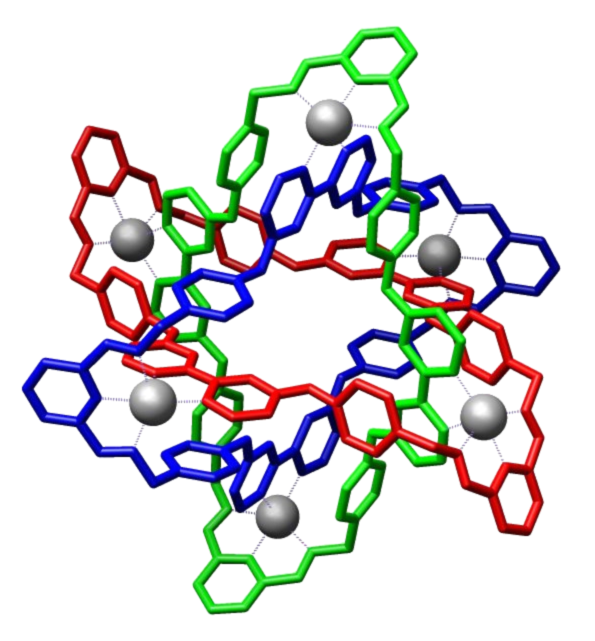
Catenà amb forma de nus borromeu i amb cinc cations zinc enllaçats.

La topologia química és una àrea d'estudi de la química supramolecular que tracta de les propietats de les molècules o de les supramolècules que no poden representar-se en dues dimensions perquè formen nuus o estan encadenades.
Els orígens de la topologia química es remunten a un article publicat el 1961 pels químics estatunidencs Harry Lloyd Frisch (1928–2007) i Edel Wasserman (1932), dels Laboratoris Bell, titulat "Chemical Topology" al Journal of the American Chemical Society. Malgrat que en aquest article exposaren molts conceptes importants, els autors assenyalaren que la gènesi és anterior, encara que no sempre hi ha hagut un registre escrit d'aquests primers orígens.
Normalment, es descriu l'estructura d'una molècula indicant (a) l'ordre en què els àtoms s'uneixen, (b) els tipus d'enllaços químics que els connecten i (c) la disposició espacial al voltant de centres rígids com els àtoms asimètrics i dobles enllaços; a més, es pot considerar les possibilitats d'isomeria rotacional consistent amb aquestes característiques. Per a la majoria de composts químics aquesta descripció és inequívoca. Tanmateix, per d'altres no n'hi ha prou i en les quals s'ha de considerar la topologia. És el cas del catenans.

Dos catenans que són topoisomers.

A efectes d'estructura molecular, la topologia es refereix a les propietats que romanen invariables per a les diferents ordenacions espacials coherents amb (a), (b) i (c). En la transició contínua d'una disposició a una altra, els enllaços químics no es pot trencar ni formar, ni tan sols temporalment. Tampoc es permet que els enllaços es desplacin, un procés que equival a una separació transitòria. Tanmateix, les longituds i els angles d'enllaç es poden distorsionar arbitràriament.